# Tetracanthella ksenemani
Tetracanthella ksenemani är en urinsektsart som beskrevs av Josef Nosek 1964. Tetracanthella ksenemani ingår i släktet Tetracanthella och familjen Isotomidae. Inga underarter finns listade i Catalogue of Life.